# Шести пехотен търновски полк
Шести пехотен търновски полк е български пехотен полк формиран през 1884 година, като част от първите 8 полка от българската войска и взел участие във войните по време на Третото българско царство.

## Формиране
Шести пехотен търновски полк е формиран под името Шести пеши търновски полк с указ №41 от 12 октомври 1884 г. В състава му влизат Търновска № 17 пеша дружина, Габровска № 18 пеша дружина и Еленска № 21 пеша дружина. Влиза в състава на 4-та пеша бригада.
На 15 септември 1885 г. за командир на полка е назначен капитан Никифор Никифоров. За командири на дружините са назначени – на 1-ва дружина капитан Димитър Витанов, на 2-ра капитан Димитър Недялкович, на 3-та капитан Ненчо Цачев и на 4-та капитан Христофор Паков.

## Сръбско-българска война (1885)
През Сръбско-българската война (1885) полкът под командването на капитан Никифоров взема участие в боевете при Драгоман, Цариброд и Пирот. Към 1 октомври 1885 г. в състава на полка влизат 3700 души.
Веднага след възкачването на престола, шефството на полка се поема от княз Фердинанд. На 13 септември 1886 г. командирът на полка капитан Бонев е назначен за Софийски окръжен войнски началник, по собствено желание, като на негово място се назначава командира на 3-ти пеши бдински полк капитан Белинов. През 1889 година се извършва реформа в българската армия и със заповед от 1 април 12-те пехотни полка от българската войска са развърнати в 24 такива. Така от 18-а габровска и 21 еленска дружина се образува 18-и пехотен етърски полк.

## Балкански войни (1912 – 1913)
През Балканската война (1912 – 1913) полкът влиза в състава на 1-ва пехотна софийска дивизия, която е част от 1-ва армия и в състава му влизат 4899 души. Води боеве при Люлебургас, Татарлар, Кадъкьой и Чаталджа.

## Първа световна война (1915 – 1918)
Полкът е мобилизиран през септември 1915 г. за участие в Първата световна война (1915 – 1918), като влиза в състава на 1-ва бригада от 1-ва пехотна софийска дивизия, която е част от 3-та Българска армия.
При намесата на България във войната полкът разполага със следния числен състав, добитък, обоз и въоръжение:
| Числен състав                                       | Добитък              | Обоз                | Въоръжение                           |
| --------------------------------------------------- | -------------------- | ------------------- | ------------------------------------ |
| Офицери: 99 Чиновници: 3 Подофицери и войници: 4617 | Коне: 438 Волове: 98 | Обикновени коли: 66 | Пушки и карабини: 4012 Картечници: 4 |

В атаката на Тутракан полкът участва заедно с 1-ви пехотен полк от неговата 1-ва бригада. Води успешни сражения в Добруджа.
През пролетта на 1917 г. заедно с дивизията е прехвърлен в Македония. Там остава до края а войната през есента на 1918 г. Съгласно сключената конвенция между България и Източното командване на войските на Съглашението на 2 октомври 1918 година предава оръжието си и остава в плен.

## Между двете световни войни
На 1 декември 1920 година в изпълнение на клаузите на Ньойския мирен договор полкът е реорганизиран в 6-а пехотна търновска дружина. През 1922 година за командир на дружината е назначен подполковник Михаил Йовов. През 1928 година полкът е отново формиран от частите на 6-а пехотна търновска дружина и 2-ра жандармерийска дружина, но до 1935 година носи явното название дружина. Състои се от две дружини, две картечни роти, една специална рота и една нестроева рота.

## Втора световна война (1941 – 1945)
През Втора световна война (1941 – 1945) полкът е на Прикриващия фронт (1941 и 1944) в района на Свиленград. Взема участие в първата фаза на заключителния етап на войната в състава на 1-ва пехотна софийска дивизия с която участва в боевете при Стражин, Страцин, река Пчиня и Скопие.
По времето когато полкът е на фронта (1912 – 1913, 1915 – 1918, 1944 – 1945, Прикриващ фронт) в мирновременния му гарнизон се формира 6-а допълваща дружина. 
С указ № 6 от 5 март 1946 г. издаден на базата на доклад на Министъра на войната № 32 от 18 февруари 1946 г. е одобрена промяната на наименованието на полка от 6-и пехотен Търновски на Н.В. Цар Фердинанд I полк на 6-и пехотен Търновски полк.

## Наименования
През годините полкът носи различни имена според претърпените реорганизации:
- Шести пеши търновски полк (12 октомври 1884 – 1892)
- Шести пехотен търновски полк (1892 – 1908)
- Шести пехотен търновски на Н.В. Цар Фердинанд I полк (1908 – 1919)
- Шести пехотен търновски полк (1919 – 1920)
- Шеста пехотна търновска дружина (1920 – 1928)
- Шести пехотен търновски полк (1928 – 19 ноември 1932)
- Шести пехотен търновски на Н.В. Цар Фердинанд I полк (19 ноември 1932 – 5 март 1946)
- Шести пехотен търновски полк (от 5 март 1946 г.)

## Командири
Званията са към датата на заемане на длъжността.
| №  | звание       | име                    | дати                                    |
| -- | ------------ | ---------------------- | --------------------------------------- |
| 1. | Подполковник | Константин Рудановски  | 12 октомври 1884 – 9 септември 1885     |
| 2. | Капитан      | Никифор Никифоров      | от 15 септември 1885                    |
|    | Капитан      | Никола Бонев           | 1886 – 13 септември 1886                |
|    | Капитан      | Белинов                | от 13 септември 1886                    |
|    | Майор        | Никола Бочев           | от 1 ноември 1888                       |
|    | Капитан      | Александър Фудулаки    | 27 януари 1887 – 8 декември 1888        |
|    | Майор        | Иван Цончев            | от 24 януари 1890 – към 6 февруари 1892 |
|    | Майор        | Йосиф Ангелов          |                                         |
|    | Майор        | Христофор Хесапчиев    | 1896 – 1898                             |
|    | Полковник    | Ангел Панев            | от 1898                                 |
|    | Подполковник | Иван Фичев             | 1 януари 1899 (1900)                    |
|    | Полковник    | Янко Драганов          | 1903 – 1905                             |
|    | Полковник    | Петър Петрунов         | към 1908/1909                           |
|    | Полковник    | Панайот Бърнев         | 1912 – 1913                             |
|    | Полковник    | Иван Червенаков        | януари или май 1915 – 1916              |
|    | Подполковник | Христо Паунов          | Първа световна война                    |
|    | Подполковник | Михаил Попов           | септември 1916 - февруари 1917          |
|    | Подполковник | Кимон Георгиев         | 2 ноември 1919 – 9 септември 1920       |
|    | Подполковник | Михаил Йовов           | от 1922                                 |
|    | Подполковник | Иван Дипчев            | от 1923                                 |
|    | Подполковник | Иван Халачев           | 1926 – 1929?                            |
|    | Подполковник | Георги Тановски        | от 16 ноември 1929                      |
|    | Полковник    | Цанко Цанов            | 1931 – 1932?                            |
|    | Полковник    | Никола Хаджипетков     | от 10 май 1932                          |
|    | Полковник    | Александър Попдимитров | 1935 – 1939                             |
|    | Полковник    | Георги Младенов        | 1940 – 1941                             |
|    | Полковник    | Никола Алексиев        | 1941 – 1943                             |
|    | Подполковник | Никола Пейчев          | 1944 – 1944                             |
|    | Подполковник | Минко Хаджилилов       | 1944 – 1945                             |
|    | Полковник    | Стоян Драгиев          | от 1945                                 |

Други командири: Парашкев Печигаргов